# Unio delphinus
La náyade delfín (Unio delphinus) es una especie de molusco bivalvo o náyade de agua dulce. Se distribuye por los ríos de la vertiente atlántica de la península ibérica y Marruecos, 
constituyendo en ellos la especie de náyade más común.

## Taxonomía
La similitud que presentan con las otras especies del género Unio, además del polimorfismo de sus conchas, hacen difícil su clasificación, existiendo numerosos sinónimos para la especie.

## Ciclo vital
Al igual que otras náyades y mejillones de agua dulce (orden Unionoida), Unio delphinus experimenta un estadio larvario, llamado gloquidio, en el que infecta las branquias de un pez hospedador. Tras esta fase se produce una metamorfosis y comienza la fase juvenil de vida libre.